# Inquilinisme

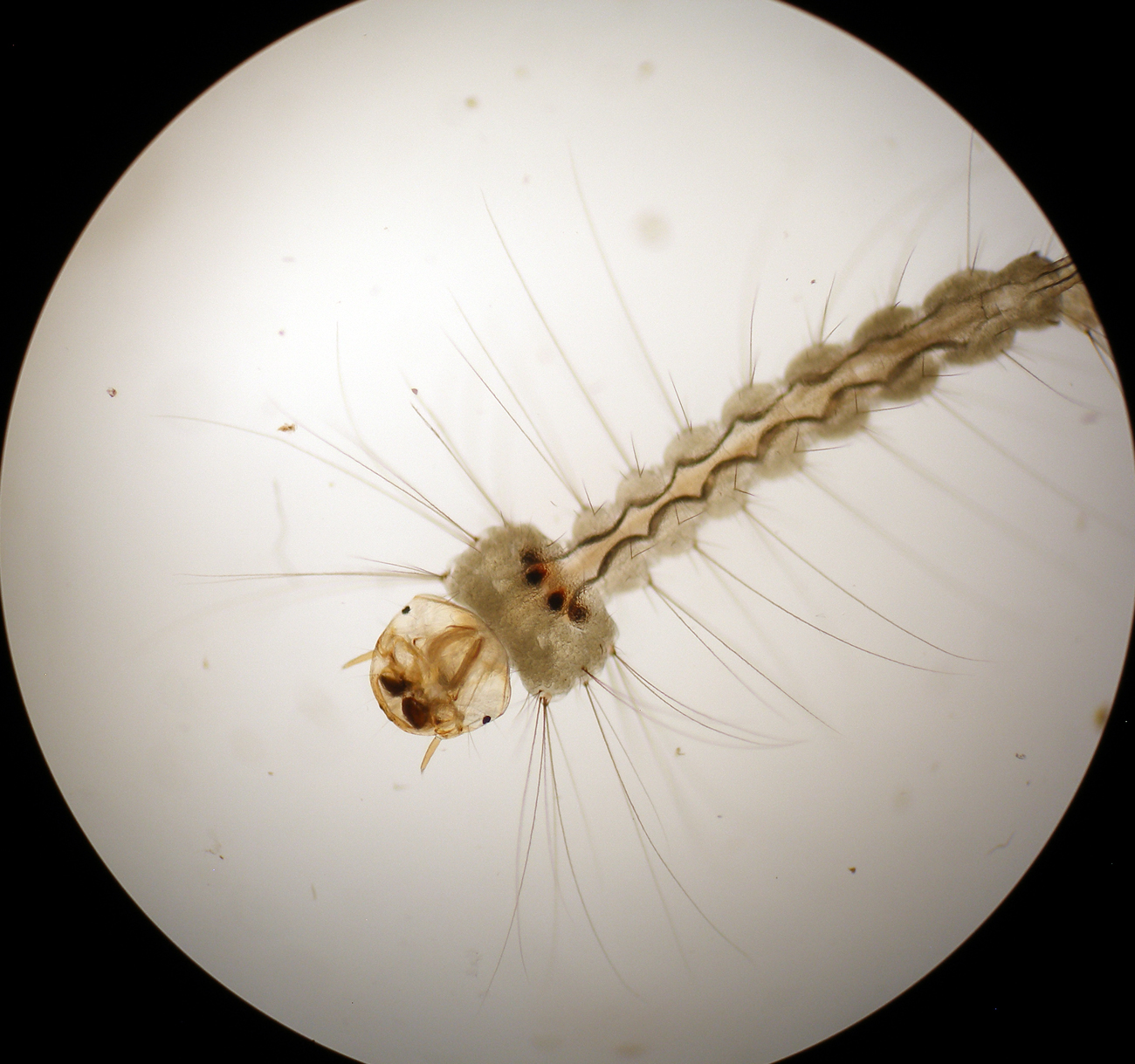
Une larve de Wyeomyia smithii, un moustique inquilin se nourrissant de particules nutritives en filtrant l'eau des feuilles de la Sarracénie pourpre.

L’inquilinisme est une forme d'interaction biologique dans laquelle une espèce (appelée alors inquilin) se sert du corps d'une autre espèce (appelée hôte) plus grosse comme d'un abri. L'inquilinisme est bénéfique pour l'inquilin et neutre pour l'hôte. Un exemple bien connu d'inquilinisme est la relation entre les poissons-clowns (l'inquilin) et certaines anémones de mer (son hôte).
L'inquilisme strict est plutôt rare car les relations entre l'hôte et l'associé sont plus ou
moins ambigües. Selon les cas on parlera plutôt de : 
- commensalisme (l'espèce prélève sa nourriture à partir de celle de l'hôte) ;
- épibiose (l'espèce se sert de l'hôte comme moyen de support) ;
- phorésie (l'espèce se sert de l'hôte comme moyen de transport) ;
- mutualisme (l'hôte tire profit de l'interaction) ;
- parasitisme (influence négative pour l'hôte).

En myrmécologie, on parle d'inquiline pour désigner un des modes de vie correspondant au parasitisme social. Les inquilines désignent alors des espèces de fourmis qui produisent peu ou pas d'ouvrières, profitant de la caste ouvrière de la fourmilière hôte.